# 在朝鮮民主主義人民共和国イラン大使館
在朝鮮民主主義人民共和国イラン・イスラム共和国大使館（ペルシア語: سفارت جمهوری اسلامی ایران در جمهوری دموکراتیک خلق کره、英語: Embassy of the Islamic Republic of Iran in the Democratic People's Republic of Korea）あるいは駐朝イラン大使館（ペルシア語: سفارت ایران در کره شمالی、英語: Embassy of Iran in North Korea）は、イランが朝鮮民主主義人民共和国（北朝鮮）の首都平壌に設置している大使館である。在平壌イラン・イスラム共和国大使館（ペルシア語: سفارت جمهوری اسلامی ایران در پیونگ یانگ、英語: Embassy of the Islamic Republic of Iran in Pyongyang）とも。
親米独裁政権パフラヴィー朝時代の1975年、朝鮮半島南部を実効支配する大韓民国の首都ソウルに在大韓民国イラン帝国大使館が設置されたが、その後イランの帝制が崩壊してイスラーム共和制に移行するまで北朝鮮にイランの大使館が設置されることはなかった。イスラーム共和制が成立してから3年後の1982年、平壌に大使館が設置された。

## 所在地
Munhungdong, Monsu Street, Taedongkang District, Pyongyang

## 大使
2017年2月2日より、セイイェド・モフセン・エマーディーが特命全権大使を務めている。